# いきなり!クライマックス
『いきなり!クライマックス』は、1990年4月19日から同年9月27日までTBSテレビ系列局で放送されていたTBSテレビ製作のバラエティ番組である。放送時間は毎週木曜 22:00 - 22:54 （日本標準時）。

## 出演者
- 高田純次
- 高嶋政伸
- 森口博子
- 山瀬まみ
- 生稲晃子 - 準レギュラー
- 岡本夏生 - 準レギュラー

## コーナー
当時TBSテレビが製作していた『テレビ探偵団』や『ギミア・ぶれいく』のコンセプトを取り入れたコーナーもあった。
- いきなり復刻版 - 懐かしの番組を復活させるコーナー。
- いきなり野球拳 - 『コント55号の裏番組をぶっとばせ!』、『コント55号の野球ケン!!』の覆刻コーナー。
- いきなりショートストーリー - 有名な映画やテレビドラマのパロディコーナー。
- サバイバル合コンバスツアー - 最初に、男女各10人がバスに乗り込み、途中2ヶ所に設けられた中途地点で、男女別に協議して、1ヶ所目で4人、2ヶ所目で3人と、異性の脱落者をそれぞれ決め、最終地点まで残った男女各3人の中からカップルが決まるコーナー。後日、番組の独断で以前参加した女性脱落者の恋人を募集する派生企画も行なった。
- ほか

## スタッフ
- 構成：秋元康、遠藤察男、吉野晃章
- ディレクター：荒井昌也、高田卓哉、難波一弘、利根川展
- プロデューサー：塩川和則、石川眞実
- 製作著作：TBS

## エピソード
- 「いきなり野球拳」でウガンダ・トラと小栗香織が対決している時に、高田純次が野球拳へ参戦することを突然表明し、「対決は来週に」とのテロップも表示されたが、後編は翌週以降放送されることなく、そのまま番組が終了してお蔵入りとなった。
- 「いきなり復刻版」で『危険信号』(NHK総合)を取り上げて収録したが、盛り上がりに欠けるとの理由で、こちらもお蔵入りとなった。
- 「サバイバル合コンバスツアー」は、翌年2月1日に同局の「金曜テレビの星」で1度だけ復活した。

| TBSテレビ系列 木曜22:00枠                          | TBSテレビ系列 木曜22:00枠                                 | TBSテレビ系列 木曜22:00枠                                            |
| 前番組                                             | 番組名                                                    | 次番組                                                               |
| -------------------------------------------------- | --------------------------------------------------------- | -------------------------------------------------------------------- |
| 怪傑黄金時間隊!! （1990年1月11日 - 1990年3月22日） | いきなり!クライマックス （1990年4月19日 - 1990年9月27日） | 浮浪雲 （1990年10月11日 - 1991年3月28日） 【この番組のみ連続ドラマ】 |